# Organometallics
Organometallics is een wetenschappelijk tijdschrift met peer review, dat wordt uitgegeven door de American Chemical Society. De naam wordt niet afgekort. Het tijdschrift publiceert onderzoek uit de organometaalchemie.
Het tijdschrift werd opgericht in 1982. In 2017 bedroeg de impactfactor van het tijdschrift 4,051.